# Ennio Falco
Ennio Falco (ur. 3 stycznia 1968) – włoski strzelec sportowy. Złoty medalista olimpijski z Atlanty.
Specjalizuje się w konkurencji skeet. Brał udział w pięciu igrzyskach olimpijskich (IO 96, IO 00, IO 04, IO 08, IO 12). Indywidualnie był srebrnym medalistą mistrzostw świata w 1997, 2001, 2005, 2010 i 2013 i brązowym w 1994, 2002 i 2009. Na mistrzostwach Europy sięgał po złoto w 2001, 2002, 2003, 2004 i 2006 oraz srebro w 2009 i brąz w 1997. 